# IC 5178
IC 5178 — галактика типу SB+C? () у сузір'ї Водолій.
Цей об'єкт міститься в оригінальній редакції індексного каталогу.